# Amerika Plads
Amerika Plads er betegnelsen for det byudviklingsområde der ligger i den tidligere Søndre Frihavn på Østerbro i København, ved Kalkbrænderihavnsgade og Dampfærgevej. Området er resultatet af en videreudvikling af den sydlige del af det tidligere Søndre Frihavn, til en blandet anvendelse der består af boliger, kontorer og detailforretninger, der kombinerer konverteret historiske bygninger og moderne arkitektur. 
Den tidligere Frihavnens Station er blevet sat i opbevaring under ombygningen og er nu placeret i midten af pladsen, hvor den fungerer som en café. Navnet på området, ligesom Amerikakaj, dens havnefront, er en henvisning til de store passager skibe, der transportede danske udvandrere til New York.

## Historie
Omdannelsen af området påbegyndte i år 2000. Kvarteret er bygget i betragtningerne til den ældste del af Københavns Frihavn, der blev bygget på indvundet land langs den oprindelige Langelinie strandpromenade.

## Ombygning
På grund af områdets attraktive beliggenhed på grænsen mellem Østerbro og Indre By og derfor på nogle af de dyreste adresser i København, blev det besluttet af ombygge området i slutningen af 1990'erne. Det skete som et "joint venture" mellem Københavns Havn (nu By & Havn) og private udviklings virksomheder, TK Development og Sjælsø Gruppen. I 2000 bestilte Københavns Havn de hollandske arkitekter West 8 til at udarbejde en helhedsplan for ombygningen af området. Formålet med planen er at skabe et tæt bymiljø med flere funktioner og varieret arkitektur. Som en del af planen, har alle de nye bygninger gårdhaver, der er tilgængelige for offentligheden, i modsætning til dem i de ældre dele af byen, således at udvide gadens områder og skabe liv og bevægelse mellem bygningerne.
Kvarteret består af omkring 50.000 etagem2 af renoverede bygninger og 95.000 em2 af nye bygninger, fordelt på 53.000 em2 af kontorer og bygninger og om 42.000 em2 af boliger.

## Pladsen
Pladsen er domineret af den tidligere Frihavnens Station, der blev nedlagt i 2002 og ombygget i 2005 til at fungere som en café pavillon tæt på dens oprindelige placering.

## Bygninger
Et andet historisk landmærke i området er Silo lageret fra 1903, i daglig tale kendt som de to kirker i Frihavnen på grund af sine to tårne. Tilpasset og udvidet af arkitekten Erik Møller i 1993, der nu huser Danske Regioner. Nordisk Fjer bygningen blev bygget i 1901 og fungerede senere som hovedkvarteret for Banedanmark. Fra 1. april 2020 lejer LB Forsikring (Lærerstandens Brandforsikring) sig ind i bygningen.De to lager-tårne, også kendt som lager D og E, som oprindeligt blev bygget i 1920'erne.
De mest prominente moderne bygninger i området er Kobbertårnet på nordsiden af området og Svanemølleværket og Fyrtårnet på sydsiden. Kobbertårnet er en 16-etagers kobberklædte kontorbygning, som blev tegnet af Arkitema og opført i 2004. Det huser advokatfirmaet Plesner og et italiensk supermarked på stueetagen. Fyrtårnet er et boligområde tegnet af Lundgaard & Tranberg og afsluttet i 2007. Andre moderne bygninger i området er blevet tegnet af arkitektfirmaet C.F. Møller og Hvidt & Mølgaard.

## Transport
Amerika Plads ligger mellem Østerport Station og Nordhavn Station på den vigtigste S-bane gennem København. Desuden betjenes området af buslinie 26 og 27, der blandt andet kører i tilslutning til DFDS's Oslofærger, der har terminal umiddelbart nord for Amerika Plads.